# Јаков Лазароски
Јаков Лазароски (Октиси код Струге, 18. октобар 1936 — Скопље, 16. мај 2021) био је психолог, универзитетски професор и друштвено-политички радник СФР Југославије и СР Македоније.

## Биографија
Рођен је 18. октобра 1936. године у селу Октиси код Струге. Дипломирао је на Филозофском факултету у Београду (1959), где је магистрирао (1970) и докторирао (1990).
Након дипломирања радио је као индустријски психолог, а затим у Служби за психолошка истраживања при Републичком секретаријату за унутрашње послове у Скопљу. У Институту за социолошка и политичко-правна истраживања у Скопљу био је изабран за асистента (1966), а затим за научног сарадника (1969).
На Филозофском факултету у Скопљу био је изабран за предавача од 1972, а затим за редовног професора од 1996. године. Предавао је педагошку психологију и социјалну психологију.
Издао је преко 70 научних радова, од којих се велик број односи на међународне односе и на јавно мишљење, међуљудске односе у радним организацијама и на социјализацију омладине у аспекту малолетничке делинквенције.

### Политичка каријера
Осим што се бави интелектуалним радом, вршио је и неке друштвено-политичке функције:
- члан Централног комитета Савеза комуниста Македоније
- извршни секретар и председник ЦК СКМ од јуна 1986. до 1989. године
- члан Председништва Централног комитета Савеза комуниста Југославије